# Jones Melo
Jones Melo (Amaraji, 24 de junho de 1946 - Brejo da Madre de Deus, 22 de março de 2013) foi um ator brasileiro.
Participou por mais de 30 anos do espetáculo da representação da Paixão de Cristo na cidade de Nova Jerusalém, no estado de Pernambuco. No cinema, entre outros filmes, atuou em Amarelo Manga, Baile Perfumado, Baixio das Bestas, Árido Movie, That's a Lero-Lero e Lula o filho do Brasil. Em 2007 participou da microssérie da Rede Globo A Pedra do Reino e em 2011 participou da novela Aquele Beijo da Rede Globo.

## Atuação

### Na televisão
- 2011 Aquele Beijo - Mário
- 2007 A Pedra do Reino .... Antônio de Moraes
- 1967 A Moça do Sobrado Grande .... Roberto

### No cinema
- 2009 Lula, o filho do Brasil
- 2008 O Caso da Menina
- 2006 Baixio das Bestas
- 2003 Amarelo Manga
- 1999 Texas Hotel
- 1998 Simião Martiniano, o Camelô do Cinema
- 1995 Cachaça
- 1994 That's a Lero-Lero